# Masnedsund
Masnedsund är ett sund i Danmark. Det ligger i Region Själland, i den sydöstra delen av landet, 90 km sydväst om Köpenhamn. Sundet går mellan staden Vordingborg och ön Masnedø. Masnedsund är också namnet på en stadsdel i Vordingborg.